# Davayat
Davayat – miejscowość i gmina we Francji, w regionie Owernia-Rodan-Alpy, w departamencie Puy-de-Dôme.
Według danych na rok 1990 gminę zamieszkiwało 508 osób, a gęstość zaludnienia wynosiła 218 osób/km² (wśród 1310 gmin Owernii Davayat plasuje się na 403. miejscu pod względem liczby ludności, natomiast pod względem powierzchni na miejscu 1039.).